# Fritz Ligges
Fritz Ligges (Unna, 29 de julio de 1938-Herbern, 21 de mayo de 1996) fue un jinete alemán que compitió en las modalidades de concurso completo y salto ecuestre.
Participó en tres Juegos Olímpicos de Verano, obteniendo en total cuatro medallas: dos de bronce en Tokio 1964, en las pruebas individual y por equipos (junto con Horst Karsten, Gerhard Schulz y Karl-Heinz Fuhrmann), oro en Múnich 1972, por equipos (con Gerhard Wiltfang, Hartwig Steenken y Hans Günter Winkler), y bronce en Los Ángeles 1984, por equipos (con Paul Schockemöhle, Peter Luther y Franke Sloothaak).

## Palmarés internacional
| Representando al Equipo Alemán Unificado |               |                   |             |
| Juegos Olímpicos                         |               |                   |             |
| Año                                      | Lugar         | Medalla           | Categoría   |
| 1964                                     | Tokio (Japón) | Medalla de bronce | Individual  |
| 1964                                     | Tokio (Japón) | Medalla de bronce | Por equipos |

| Representando a la RFA |                              |                   |             |
| Juegos Olímpicos       |                              |                   |             |
| Año                    | Lugar                        | Medalla           | Categoría   |
| 1972                   | Múnich (RFA)                 | Medalla de oro    | Por equipos |
| 1984                   | Los Ángeles (Estados Unidos) | Medalla de bronce | Por equipos |